# Вишне-над-Гроном
Вишне-над-Гроном (словац. Vyšné nad Hronom) — село, громада округу Левіце, Нітранський край. Кадастрова площа громади — 6.47 км².
Населення 174 особи (станом на 31 грудня 2018 року).

## Історія
Вишне-над-Гроном згадується 1264 року.

## Населення
| Рік:            | 1994. | 2004.   | 2014.   | 2024.   |
| --------------- | ----- | ------- | ------- | ------- |
| Кількість осіб: | 195   | 192     | 183     | 176     |
| Різниця:        |       | -1,53 % | -4,68 % | -3,82 % |

| Рік:            | 2023. | 2024.   |
| --------------- | ----- | ------- |
| Кількість осіб: | 173   | 176     |
| Різниця:        |       | +1,73 % |